# Lawtey
Lawtey és una població dels Estats Units a l'estat de Florida. Segons el cens del 2004 tenia 673 habitants.

## Demografia
Segons el cens del 2000, Lawtey tenia 656 habitants, 259 habitatges, i 182 famílies. La densitat de població era de 183,5 habitants/km².
Dels 259 habitatges en un 34% hi vivien nens de menys de 18 anys, en un 46,7% hi vivien parelles casades, en un 16,2% dones solteres, i en un 29,7% no eren unitats familiars. En el 26,3% dels habitatges hi vivien persones soles l'11,2% de les quals corresponia a persones de 65 anys o més que vivien soles. El nombre mitjà de persones vivint en cada habitatge era de 2,53 i el nombre mitjà de persones que vivien en cada família era de 3,04.
Per edats la població es repartia de la següent manera: un 27% tenia menys de 18 anys, un 8,4% entre 18 i 24, un 28,7% entre 25 i 44, un 21% de 45 a 60 i un 14,9% 65 anys o més.
L'edat mitjana era de 36 anys. Per cada 100 dones de 18 o més anys hi havia 95,5 homes.
La renda mitjana per habitatge era de 23.875 $ i la renda mitjana per família de 27.375 $. Els homes tenien una renda mitjana de 27.292 $ mentre que les dones 20.769 $. La renda per capita de la població era de 14.122 $. Entorn del 21,2% de les famílies i el 22,8% de la població estaven per davall del llindar de pobresa.

## Poblacions més properes
El següent diagrama mostra les poblacions més properes.